# Kabinet-Bismarck I
Dit artikel geeft een overzicht van het eerste kabinet onder Otto von Bismarck (23 september 1862 - 21 december 1872) in Pruisen.
| Functie            | Persoon                         | Van               | Tot               |
| ------------------ | ------------------------------- | ----------------- | ----------------- |
| Minister-president | Otto von Bismarck               | 23 september 1862 | 21 december 1872  |
| Buitenlandse Zaken | Albrecht von Bernstorff         | 16 juli 1861      | 8 oktober 1862    |
| Buitenlandse Zaken | Otto von Bismarck               | 8 oktober 1862    | 20 maart 1890     |
| Financiën          | August von der Heydt            | 18 maart 1862     | 30 september 1862 |
| Financiën          | Karl von Bodelschwingh          | 30 september 1862 | 2 juni 1866       |
| Financiën          | August von der Heydt            | 2 juni 1866       | 26 oktober 1869   |
| Financiën          | Otto von Camphausen             | 26 oktober 1869   | 23 maart 1878     |
| Handel             | Heinrich von Holtzbrinck        | 18 mei 1862       | 8 oktober 1862    |
| Handel             | Heinrich von Itzenplitz         | 8 oktober 1862    | 13 mei 1873       |
| Binnenlandse Zaken | Gustav von Jagow                | 17 maart 1862     | 8 december 1862   |
| Binnenlandse Zaken | Friedrich Albrecht zu Eulenburg | 8 december 1862   | 30 maart 1878     |
| Justitie           | Leopold van Lippe               | 18 maart 1862     | 5 december 1867   |
| Justitie           | Adolf Leonhardt                 | 5 december 1867   | 29 oktober 1879   |
| Oorlog             | Albrecht von Roon               | 5 december 1859   | 9 november 1873   |
| Landbouw           | Heinrich von Itzenplitz         | 18 maart 1862     | 8 december 1862   |
| Landbouw           | Werner von Selchow              | 8 december 1862   | 13 januari 1873   |
| Marine             | Albrecht von Roon               | 6 december 1860   | 31 december 1871  |

Arnim-Boitzenburg · Camphausen · Auerswald · Pfuel · Brandenburg · Ladenberg · Manteuffel · Hohenzollern-Sigmaringen · Hohenlohe-Ingelfingen · Bismarck I · Roon · Bismarck II · Caprivi · Eulenburg · Hohenlohe-Schillingsfürst · Bülow · Bethmann Hollweg · Michaelis · Hertling · Baden · Hirsch/Ströbel · Hirsch · Braun I · Stegerwald · Braun II · Marx · Braun III